# کیبی‌بایت
کیبی‌بایت یک ضریبی از واحد بایت است که برای مقادیر دیجیتالی اطلاعات استفاده می‌شود. پیشوندهای دودویی کیبی به معنی ۲۱۰ می‌باشد در نتیجه یک کیبی‌بایت، ۱۰۲۴ بایت خواهد بود. علامت کیبی‌بایت، KiB است.
این واحد در سال ۱۹۹۸ توسط کمیسیون الکتروتکنیکی بین‌المللی (آی‌ئی‌سی) ثبت شد و از طرف تمامی سازمان‌های اصلی مورد قبول واقع گردید. کیبی‌بایت طراحی شده بود تا جایگزین کیلوبایت، که در علوم رایانه به معنی ۱۰۲۴ بایت است، شود چرا که با معنی کیلو در دستگاه بین‌المللی یکاها مغایرت دارد.

## معنی
۱ کیبی‌بایت = ۲۱۰ بایت = ۱۰۲۴ بایت
پیشوند کیبی یک تک‌واژ چندوجهی می‌باشد که از واژگان کیلو (هزار) و باینری (دودویی) مشتق شده است. با وجود اینکه در پیشوندهای اس‌آی، برای کیلو از حرف کوچک کا استفاده می‌کنند (k)، در کمیسیون الکتروتکنیکی بین‌المللی از حرف بزرگ استفاده می‌کند(K).